# Klädkammaren
Klädkammaren är ett utskott inom Akademiska Föreningen (AF) i Lund, som tillvaratar och hyr ut dräkter och annan rekvisita från spex, karnevaler och studentteateruppsättningar.
Verksamheten hör till de äldsta ännu existerande inom AF och finns belagd genom tillsättandet av särskilda klädkammarförmän och -föreståndare ända sedan slutet av 1800-talet. Medan förmannen var en förtroendevald student var föreståndaren i regel en äldre, anställd person. Till de mest kända av de senare hör Elna Jönsson, som innehade posten i mer än tre decennier i början av 1900-talet och "band samman decenniers spexargenerationer" (Håkan Strömberg i Spex i Lund - en hundraårskrönika, sid 245). Verksamheten sorterade då under AF:s "Sociala utskott" men utgör i dag ett eget utskott inom föreningen och förmannen leder numera själv även det praktiska arbetet.
Under decenniernas gång har Klädkammaren varit belägen på ett flertal platser i AF-borgen, men sedan början av 2000-talet är den förlagd till en särskilt inredd lokal i källaren intill AFs Arkiv & Studentmuseum. Dräktbeståndet består i dagsläget av mer än tusen plagg.